# Hespero (Monarquia Lusitana)
Hespero ou Hespero Líbico, é uma figura lendária que sucedeu a Hércules Líbico, e faz parte da lista de reis lendários mencionados por vários autores portugueses e espanhóis, por exemplo, Florián de Ocampo ou Bernardo de Brito, baseados também em Annio de Viterbo.
Hespero seria um dos sucessores de Hércules, sendo o primeiro Hispalo. Teria acompanhado Hércules Líbico desde o Egipto, enquanto seu capitão.
O seu nome está associado à mitologia grega de Hespero enquanto representação do planeta Vénus ao entardecer, cujo nome se distinguia do aparecimento do mesmo planeta ao amanhecer - Fósforo (nome que em Latim passou a Lucifer, significando "o que traz a luz"). Hespero representava o Ocidente, e as terras ocidentais ficaram conhecidas como Hespérides.

## Monarchia Lusytana (de Bernardo Brito)
Bernardo de Brito refere na Monarchia Lusytana que Hércules deixou a sucessão na Hispania a um seu capitão Hespero, e a sucessão na Itália ao irmão deste, Atlante.
Ao fim de dez anos de governo de Hespero, o irmão Atlante terá aproveitado algum descontentamento na Península Ibérica para tomar o poder.
Segundo Bernardo de Brito, Hespero terá então procurado refúgio junto aos Etruscos, vindo aí a falecer de enfermidade. 
É abordado na Monarchia Lusytana no Capítulo 13:

Do tempo em que na Espanha reinaram Hespero e Atlante Italo, das guerras que entre si tiveram, e da fundação de Roma por gente Lusitana.